# Рашка (річка)
Рашка (серб. Raška) — річка в південносхідній Сербії. На річці знаходиться однойменне місто Рашка.